# Іздебно (Люблінське воєводство)
Іздебно (пол. Izdebno) — село в Польщі, у гміні Рибчевиці Свідницького повіту Люблінського воєводства.
Населення — 231 особа (2011).

## Демографія
Демографічна структура станом на 31 березня 2011 року:
|          | Загалом | Допрацездатний вік | Працездатний вік | Постпрацездатний вік |
| -------- | ------- | ------------------ | ---------------- | -------------------- |
| Чоловіки | 107     | 17                 | 72               | 18                   |
| Жінки    | 124     | 23                 | 59               | 42                   |
| Разом    | 231     | 40                 | 131              | 60                   |